# Wydawnictwo Cyranka
Wydawnictwo Cyranka – polskie wydawnictwo z siedzibą w Warszawie.
Założycielką wydawnictwa jest Aleksandra Turewicz.
Wydaje powieści i opowiadania oraz literaturę faktu. Wśród autorów wydanych książek są m.in. Łukasz Barys, Agnieszka Jelonek, Dorota Kotas, Katarzyna Michalczak a także Joan Didion, David Diop, Roxane Gay. 

## Wyróżnienia dla wydanych książek
- nominacje do Nagrody Literackiej Gdynia 2020 w kategorii proza i do Literackiej Nagrody Europy Środkowej „Angelus” 2020: Katarzyna Michalczak – Klub snów[1]
- nominacja do Nagrody Literackiej Gdynia 2021 w kategorii proza[4] i do o Literackiej Nagrody Europy Środkowej „Angelus” 2021: Agnieszka Jelonek – Koniec świata, umyj okna[1]
- Paszport „Polityki” 2021 w kategorii literatura: Łukasz Barys – Kości, które nosisz w kieszeni[5]
- nominacja do Paszportu „Polityki” 2021 w kategorii literatura: Ishbel Szatrawska – Żywot i śmierć pana Hersha Libkina[6]
- finał Nagrody Literackiej Nike 2023: Wiktoria Bieżuńska – Przechodząc przez próg, zagwiżdżę[7]